# Четвёртый кабинет Фицо

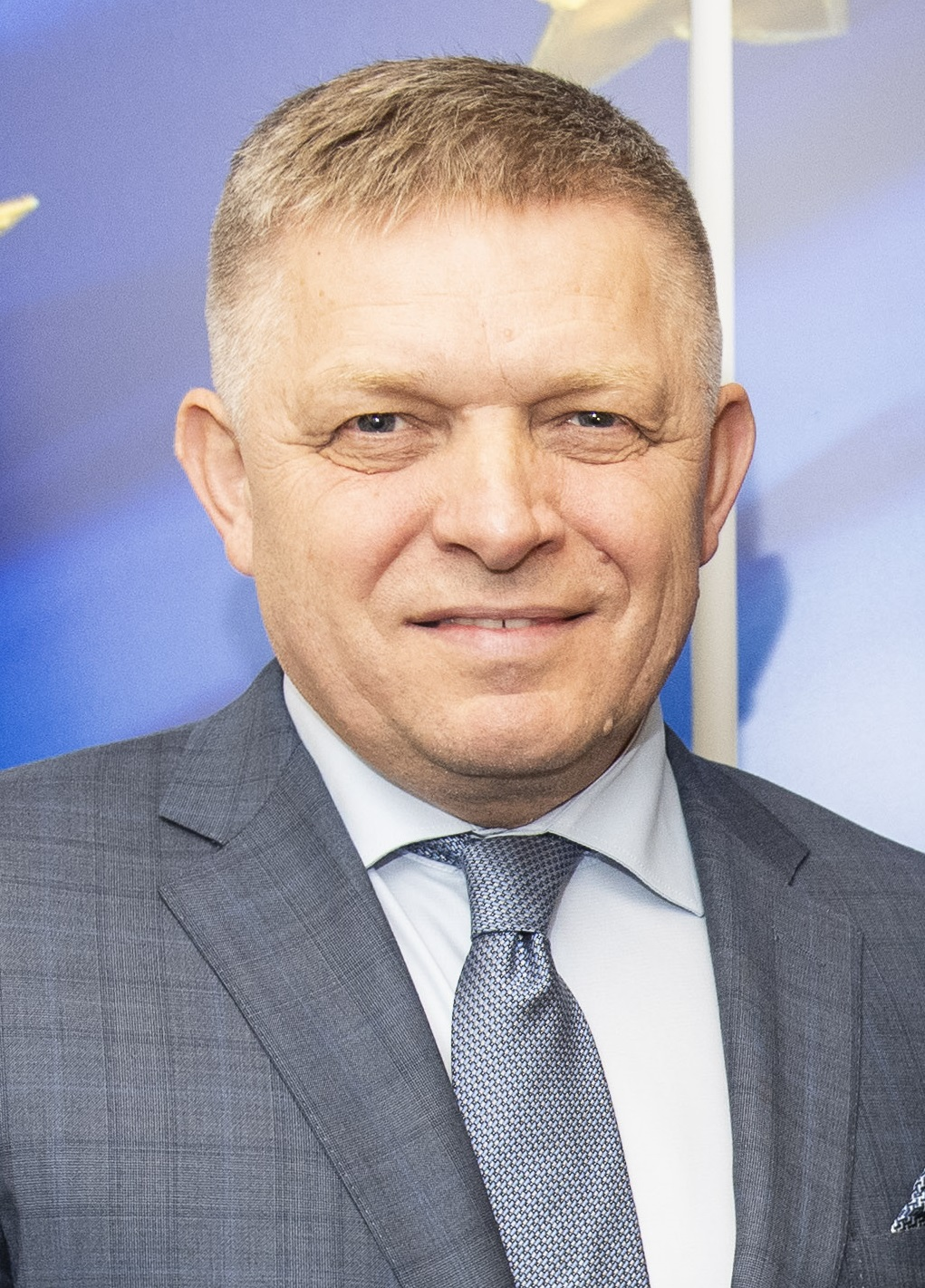
Роберт Фицо

Кабинет Роберта Фицо (словац. Vláda Roberta Fica) — действующее, по счёту семнадцатое правительство Словацкой Республики под председательством Роберта Фицо, лидера партии «Курс — социальная демократия», сформированное по результатам досрочных парламентских выборов 30 сентября 2023 года, на которых победила партия «Направление — социальная демократия». Назначено президентом Зузаной Чапутовой 25 октября. Сменило «техническое» правительство под председательством Людовита Одора. В коалицию вошли «Направление — социальная демократия», «Голос — социальная демократия» (лидер Петер Пеллегрини) и Словацкая национальная партия (лидер Андрей Данко). Это правительство большинства, у коалиции 79 из 150 мест в Национальном совете Словакии.

## Распределение портфелей
|  | «Направление — социальная демократия» | 9 |
|  | «Голос — социальная демократия»       | 6 |
|  | Словацкая национальная партия         | 2 |

## Состав правительства
| Должность                                                                                                | Министр             | Период полномочий                 | Партия                                |
| --- | ------------------- | --------------------------------- | ------------------------------------- |
| Председатель правительства                                                                               | Роберт Фицо         | с 25 октября 2023                 | «Направление — социальная демократия» |
| Заместитель председателя правительства                                                                   | Роберт Калиняк      | с 25 октября 2023                 | «Направление — социальная демократия» |
| Заместитель председателя правительства                                                                   | Дениса Сакова       | с 25 октября 2023                 | «Голос — социальная демократия»       |
| Заместитель председателя правительства                                                                   | Томаш Тараба        | с 25 октября 2023                 | Словацкая национальная партия         |
| Заместитель председателя правительства по плану восстановления и устойчивости и использованию еврофондов | Петер Кмец          | с 25 октября 2023                 | «Голос — социальная демократия»       |
| Министр экономики                                                                                        | Дениса Сакова       | с 25 октября 2023                 | «Голос — социальная демократия»       |
| Министр финансов                                                                                         | Ладислав Каменицкий | с 25 октября 2023                 | «Направление — социальная демократия» |
| Министр транспорта                                                                                       | Йозеф Раж           | с 25 октября 2023                 | «Направление — социальная демократия» |
| Министр сельского хозяйства и развития сельских районов                                                  | Рихард Такач        | с 25 октября 2023                 | «Направление — социальная демократия» |
| Министр инвестиций, регионального развития и информатизации                                              | Рихард Раши         | 25 октября 2023 — 19 марта 2025   | «Голос — социальная демократия»       |
| Министр инвестиций, регионального развития и информатизации                                              | Самуел Мигаль       | с 19 марта 2025                   | «Направление — социальная демократия» |
| Министр внутренних дел                                                                                   | Матуш Шутай Эшток   | с 25 октября 2023                 | «Голос — социальная демократия»       |
| Министр обороны                                                                                          | Роберт Калиняк      | с 25 октября 2023                 | «Направление — социальная демократия» |
| Министр юстиции                                                                                          | Борис Суско         | с 25 октября 2023                 | «Направление — социальная демократия» |
| Министр иностранных и европейских дел                                                                    | Юрай Бланар         | с 25 октября 2023                 | «Направление — социальная демократия» |
| Министр труда, социальных дел и семьи                                                                    | Эрик Томаш          | с 25 октября 2023                 | «Голос — социальная демократия»       |
| Министр охраны окружающей среды                                                                          | Томаш Тараба        | с 25 октября 2023                 | Словацкая национальная партия         |
| Министр образования, науки, исследований и спорта                                                        | Томаш Друкер        | с 25 октября 2023                 | «Голос — социальная демократия»       |
| Министр культуры                                                                                         | Мартина Шимковичова | с 25 октября 2023                 | Словацкая национальная партия         |
| Министр здравоохранения                                                                                  | Зузана Долинкова    | 25 октября 2023 — 10 октября 2024 | «Голос — социальная демократия»       |
| Министр здравоохранения                                                                                  | Камил Шашко         | c 10 октября 2024                 | «Голос — социальная демократия»       |
| Министр спорта и туризма                                                                                 | Душан Кекети        | 26 января 2024 — 5 марта 2025     | Словацкая национальная партия         |
| Министр спорта и туризма                                                                                 | Рудольф Гулиак      | c 5 марта 2025                    | «Направление — социальная демократия» |